# 松木さや
松木 さや（まつき さや、1990年 - ）は、日本のフルート奏者。千葉県出身。

## 人物・経歴
9歳よりフルートをはじめる。日出学園高等学校から東京藝術大学音楽学部へ進み、同大学管打楽器専攻を首席で卒業、同大学大学院修了。安宅賞、アカンサス音楽賞、三菱地所賞受賞。これまでに二藤部裕一、佐野悦郎、金昌国、高木綾子、神田寛明の各氏に師事。使用楽器は、ムラマツ 14K＋9K GOLD。
2015年4月、大学院在学中にオーケストラ・アンサンブル金沢入団、2023年3月までフルート奏者として在籍。
2021年2月、東京オペラシティリサイタルシリーズB→Cに出演。
2022年度、バンドジャーナル誌「ワンポイントレッスン」連載。
2023年8月、東京都交響楽団に首席フルート奏者として入団。
ソリストとしては、ダグラス・ボストック、渡邊一正、秋山和慶、川瀬賢太郎、松尾葉子、田中祐子、井上道義、藝大フィルハーモニア、東京ニューシティー管弦楽団、東京フィルハーモニー交響楽団、セントラル愛知交響楽団、オーケストラ・アンサンブル金沢、他と共演。また、各地でのリサイタルや室内楽のコンサートにも出演している。

## 受賞歴
- 第62回全日本学生音楽コンクール フルート部門高校の部東京大会第1位、全国大会第1位。
- 第29回日本管打楽器コンクール フルート部門第1位、文部科学大臣賞、東京都知事賞、東京ニューシティ管弦楽団特別賞受賞。
- 第23回日本木管コンクール フルート部門第1位、コスモス賞（聴衆賞）、兵庫県知事賞、神戸新聞社賞受賞。
- 平成24年度優秀学生顕彰文化・芸術分野大賞。
- 第82回日本音楽コンクール フルート部門第1位。岩谷賞（聴衆賞）、加藤賞、吉田賞、E・ナカミチ賞受賞。